# Gurjevelater vartianorum
Gurjevelater vartianorum là một loài bọ cánh cứng trong họ Cebrionidae. Loài này được Platia & Gudenzi miêu tả khoa học năm 2000.